# Nyborg Amt
Nyborg Amt blev oprettet i 1662. Amtet bestod af fire hele herreder og halvdelen af et femte. Se også Danmarks amter (1662-1793).
- Winding Herred
- Sunds Herred
- Gudme Herred
- Øster- og Vester Sallinge Herreder
- samt den østlige del af Bjerge Herred, (sognene: Stubberup, Dalby, Viby, Mesinge og Revninge) – idet resten af Bjerge Herred hørte til Odensegård Amt.

samt af 10 Birker: 
- Hindsholm Birk
- Holckenhavn Birk
- Ravnholt Birk
- Glorup Birk
- Hesselager Birk
- Brahetrolleborg Birk
- Holstenshuus Birk
- Vantinge Birk
- Avernakø Birk
- Strynø Birk

Nyborg Amt blev nedlagt ved reformen af 1793, hvor det sammen med Tranekær Amt blev til det nyetablerede Svendborg Amt.

## Amtmænd
- 1745 – 1789: Adam Christopher von Holsten
- 1789 – 1799: Peter Chr. Schumacher